# Bugarama
Bugarama és una localitat de Ruanda, situada al districte de Rusizi, província de l'Oest, prop de la frontera amb Burundi (a l'est) i la República Democràtica del Congo (a l'oest). Es troba a uns 307 km per carretera al sud-oest de Kigali, la capital i principal ciutat de Ruanda, i aproximadament a 43 km, per carretera, al sud-est de Kamembe/Cyangugu, on hi ha capital del districte.
Hi ha una plantació d'arròs i una branca de l'Access Bank Rwanda.